# Mafia albanese
(Nicola Gratteri, intervista a La Stampa, 9 settembre 2019)
Mafia albanese (in albanese: Mafia shqiptare) e crimine organizzato albanese sono i termini usati per designare varie organizzazioni criminali attive in Albania o comunque composte da persone di cittadinanza albanese. Il termine "mafia", tuttavia, è spesso usato in senso descrittivo e non implica un reale coordinamento delle attività criminali, né segue che queste siano regolate da un corpo governativo. La criminalità organizzata albanese è attiva principalmente in Europa e Sud America, ma anche in varie altre parti del mondo, tra cui Medio Oriente e Asia.
A causa dei loro stretti legami con la 'Ndrangheta calabrese, controllano gran parte del mercato all'ingrosso della cocaina da miliardi di dollari in Europa e sembrano essere i principali distributori di cocaina in vari hub della droga europei, tra cui Londra.
I gruppi criminali albanesi hanno monopolizzato diverse affiliazioni internazionali, da un estremo all'Estremo Oriente, come Israele, fino all'estremo occidente, come il Sud America. Questi rapporti indicano principalmente una forte connessione tra i politici e i vari gruppi criminali albanesi. Secondo il Research Institute for European and American Studies (RIEAS), i gruppi criminali albanesi sono organizzazioni ibride (ovvero composte da persone provenienti da diversi settori della società) e sono spesso coinvolti sia in attività criminali che politiche.
La mafia albanese costituisce uno dei principali elementi generatori di criminalità al mondo, combinando le caratteristiche "tradizionali" della criminalità organizzata – la rigida disciplina interna, la struttura clanica, la "chiusura endogamica" (l'unione di più elementi all'interno dell'organizzazione) che ne accresce l'impermeabilità, e la coesione interna – con caratteristiche moderne e innovative, come la transnazionalità. L'enorme capacità logistica e la natura diversificata della criminalità organizzata albanese ne hanno facilitato l'insediamento al di fuori della madrepatria e l'integrazione con le componenti criminali locali.

## Storia
La criminalità organizzata in Albania raggiunse una certa fama all'inizio degli anni novanta del XX secolo, quando il vecchio itinerario del contrabbando Turchia-Balcani-Europa occidentale fu bloccato a causa dei conflitti etnici in Jugoslavia. Fu allora che i narcotrafficanti turchi e bulgari vennero costretti a cambiare la rotta dei traffici verso l'Europa, usando l'Albania come ponte. Ben presto i gruppi albanesi incominciarono a impostarsi sulle altre mafie balcaniche, conquistandone i punti cruciali e in un tempo breve ad avere tutto nelle loro mani, restando così con "le mani pulite" e quasi invisibili.
Dopo il 1997, a causa della crisi economica cui seguirono disordini interni e tentativi di riforme per garantire stabilità politica, si è assistito a un aumento del traffico di droga, della corruzione e, quindi, del numero di bande criminali in Albania. La coltivazione della cannabis sostituì in molte aree quella tradizionale di patate e la sua "capitale" divenne il villaggio di Lazarat, nel sud del Paese, dove se ne producevano circa 900 tonnellate all'anno, per un valore complessivo di circa 4,5 miliardi di euro, quasi la metà dell'intero Pil dell'Albania, fino al 2014, quando il primo ministro albanese Edi Rama ha ordinato la distruzione delle piantagioni. Da allora le coltivazioni di cannabis si sono spostate in altre zone, come Scutari, al confine con il Montenegro, e Valona.
La dipendenza dell'economia albanese dal traffico di droga e dal contrabbando ha portato il Paese a essere dichiarato l'unico narco-stato d'Europa. Anche le alte sfere della politica albanese non ne sono rimaste immuni: l'ex ministro dell’Interno del governo di Edi Rama, Saimir Tahiri, è stato processato per traffico internazionale di stupefacenti perché ritenuto in contatto con una banda che contrabbandava droga e armi tra Albania e Italia ma è stato condannato soltanto con l'accusa di abuso d'ufficio nel 2019. Nel 2022 il Regno Unito ha dichiarato l'ex primo ministro albanese Sali Berisha persona non grata, accusandolo di corruzione e di aver collaborato con la criminalità organizzata del suo Paese.

## Caratteristiche generali
La struttura e il funzionamento di queste organizzazioni sono poco studiate, data la difficoltà nel riuscire a infiltrarsi. Secondo gli studi di Europol (Agenzia nata per combattere le criminalità organizzate e non presenti nel'Unione europea), la mafia albanese è simile alla 'ndrangheta calabrese con un insieme di famiglie legate dal sangue. I membri del gruppo sono normalmente di un numero inferiore alle 50 unità, della stessa città, quartiere o addirittura famiglia, poste allo stesso livello morale ed economico, dei quali si distingue solo un capo con poteri esclusivamente di guida. Fatjona Mejdini, coordinatrice della sezione albanese della Global Initiative Against Transnational Organized Crime, spiega in questi termini la particolare struttura della mafia albanese:
La mafia albanese attinge alcune norme morali dal famoso Kanun, il quale regola anche le vendette.

## Codici e rituali
La mafia albanese usa il termine "besim", che significa fiducia, ed è un nome per il "codice d'onore". Durante il reclutamento un membro che entra nella mafia albanese è tenuto a fare un giuramento. Il giuramento poi è considerato sacro perché è definito come "Besim". La "besa", storicamente, ha avuto una notevole importanza nella cultura albanese, in quanto contratto verbale di fedeltà e fiducia. Specialmente nel nord dell'Albania, quando qualcuno ti dà la propria Besë, esso significa che egli ti darà la propria vita e ti proteggerà a costo di essa.

## Clan principali
- Kompania Bello: considerata la più potente organizzazione criminale della mafia albanese e una delle reti di traffico di cocaina più attive e sofisticate d'Europa. Guidata da Dritan Rexhepi, una figura chiave che operava dall'Ecuador, la Kompania era profondamente coinvolta nel contrabbando di grandi quantità di cocaina dal Sud America all'Europa. Questa organizzazione altamente organizzata controllava l'intera catena del narcotraffico, dalle trattative dirette con i cartelli sudamericani alla distribuzione di cocaina in paesi europei come Italia, Paesi Bassi e Regno Unito, tra gli altri. In un'indagine internazionale rivoluzionaria durata cinque anni, le autorità di polizia di 10 paesi, tra cui Italia, Paesi Bassi, Albania e Spagna, hanno coordinato una serie di raid che hanno portato all'arresto di oltre 100 membri di Kompania Bello. L'operazione, denominata "Los Blancos", è stata il culmine di una meticolosa pianificazione e cooperazione tra Europol, Eurojust e le autorità giudiziarie. Ha portato al sequestro di quasi 4 tonnellate di cocaina e oltre 5,5 milioni di euro in contanti. L'operazione di Rexhepi si avvaleva di comunicazioni criptate per eludere il rilevamento e il gruppo impiegava un sofisticato metodo di contrabbando, nascondendo la cocaina in veicoli con scomparti segreti. Inoltre, riciclavano i loro profitti illeciti attraverso il sistema clandestino di rimesse "fei ch'ien", che consentiva loro di trasferire milioni di euro senza lasciare prove tracciabili. Nonostante il suo arresto nel 2014 e una condanna al carcere in Ecuador, Rexhepi ha continuato a guidare il cartello da dietro le sbarre, mantenendo una rete globale che si estendeva in Europa, Sud America e Medio Oriente. Lo smantellamento di Kompania Bello è considerato una delle più grandi operazioni contro la criminalità organizzata albanese in Europa e mette in luce la vasta portata internazionale e la sofisticatezza operativa delle moderne organizzazioni di narcotraffico.[16][17][18][19]
- Banda e Lushnjës: La famigerata "Banda di Lushnje", guidata da Alfred Shkurti, noto anche come Aldo Bare, divenne nota negli anni '90 per le sue violente e spietate attività criminali nella città di Lushnjë. Il principale avversario della banda era Artur Daja, e il loro sanguinoso conflitto iniziò nel 1996. Il fratello di Aldo Bare, Ramadan Shkurti, fu assassinato nel 1997, innescando una sanguinosa spirale di vendetta. Per rappresaglia, Aldo Bare formò la "Banda di Lushnje", che includeva figure chiave come Ilir Stergu, Afrim Hoxha, Arben Borici ed Enver Dondollaku. La violenta ondata di violenza della banda continuò con una serie di brutali omicidi. Nel 1997, uccisero Xhevat Demiri, amico di Daja, e Nimet Zeneli. Il regno del terrore della banda includeva altri omicidi nel 1998, come gli omicidi di Masar Aliu, Idajet Beqiri e Luan Bilbili, tutti collegati a Daja. Il 21 ottobre 1998, la banda raggiunse finalmente il suo obiettivo finale assassinando Artur Daja nel villaggio di Grabian, bruciandone il corpo ed esponendone la testa mozzata a Lushnjë, a simbolo della loro brutale vittoria. Le attività criminali di Aldo Bare continuarono oltre gli anni '90. Era collegato ad altri crimini, tra cui l'attentato allo stadio di calcio di Lushnja nel 2000, l'omicidio dell'ispettore di polizia Klejdi Bano e gli omicidi di Klodian Haxhiu e dell'imprenditore Baki Taullau nel 2005. Bare è anche sospettato di essere coinvolto in altri omicidi irrisolti, tra cui l'uccisione dell'ex capo dello SHIK Bashkim Shkurti e dell'ex vicesindaco Drago Voshtima nel 1998. Sotto la guida di Bare, la gang di Lushnja governò la regione di Lushnjë con il terrore fino al 2006, quando fu arrestato in Macedonia ed estradato in Albania. Il suo regime violento durò quasi un decennio, lasciando un'eredità di paura e spargimento di sangue in città.[20][21]
- Klani Xhakja: famigerata organizzazione criminale con sede nel villaggio di Sukth a Durazzo. Guidata da Ilir Xhakja, la banda è coinvolta in una vasta gamma di attività illegali, tra cui omicidi, traffico di droga, contrabbando di armi e sfruttamento della prostituzione, sia in Albania che in Italia. La carriera criminale di Ilir Xhakja risale ai primi anni '90, con una storia di violenza e coinvolgimento in crimini di alto profilo. Nel 1994, Ilir Xhakja fu coinvolto in una sparatoria in un locale locale, che portò al suo arresto ma poi al suo rilascio. Il caso rimase irrisolto e i bossoli trovati sulla scena del crimine corrispondevano a quelli degli omicidi di Gentian Gjoka e Petrit Lyti del 1998. Nello stesso anno, si ritiene che la banda sia stata coinvolta nell'omicidio di Qerim Maloku, un crimine collegato a un deposito di armi scoperto anni dopo. Il coinvolgimento della banda Xhakja in ulteriori omicidi, tra cui l'uccisione di E. Shega nel 1998, si aggiunge alla loro storia di violenza, spesso alimentata da vendette personali legate alla tratta di esseri umani e ad altre attività illecite. Nel 1999, la banda lanciò un attacco contro la famiglia Maloku, utilizzando armi di livello militare, provocando una distruzione di vasta portata. Nonostante l'arresto da parte delle forze speciali, i membri della banda furono rilasciati dopo sei mesi, il che suggerisce una possibile corruzione all'interno del sistema giudiziario locale. Nel 2003, Ilir Xhakja e i suoi complici uccisero Rudin Shahini nell'ambito di un piano di vendetta. Le armi utilizzate in questo crimine erano collegate a precedenti omicidi. L'influenza della banda è continuata fino agli anni 2000, con attività criminali in corso, tra cui il traffico di droga, che hanno contribuito a violenti scontri con gruppi rivali. Un fallito tentativo di assassinio di due membri della banda nel 2006 ha ulteriormente evidenziato le tensioni all'interno della malavita di Durazzo. La banda Xhakja è rimasta una forza pericolosa nella regione, sfruttando la corruzione e la violenza per mantenere il controllo sulle attività illegali. Nonostante numerose indagini, molti dei loro crimini rimangono irrisolti e la loro capacità di eludere la giustizia non ha fatto che rafforzare la loro notorietà.[22][23][24]
- Banda e Durrësit: prende il nome dalla città di Durazzo, dove ha sede il gruppo, ed è stata fondata nel 1998, era guidata da Lulzim Berisha e comprendeva membri come Plaurent Dervishaj, Adriatik Colin, Klodian Saliu e Ilir Xhunga. Il primo crimine grave della banda è stato l'omicidio di Dritan Sallaku. Nel 2006, sette persone sono state arrestate, tra cui quattro sicari, uno dei quali, Adriatik Coli, ha collaborato con le autorità e ha fornito una testimonianza dettagliata. Le sue informazioni hanno contribuito a compilare un fascicolo che descriveva dettagliatamente diversi omicidi dal 1998 al 2005. Le attività della banda erano guidate da divisioni interne, con omicidi per vendetta. Nel 2005, Ilir Kolgjini, un noto collaboratore di Berisha, è stato assassinato, presumibilmente organizzato da Indrit Dokle, un ex alleato e rivale di Berisha. L'accusa ha documentato oltre 10 omicidi con 11 vittime, tutti collegati alla banda di Durazzo.[25][26]
- Banda e Lazaratit: è un noto e longevo gruppo criminale con sede nel villaggio di Lazarat, situato nell'Albania meridionale. Il gruppo è coinvolto in diverse attività illegali, tra cui il traffico di droga su larga scala, principalmente la coltivazione e la distribuzione di cannabis. Si ritiene che l'organizzazione si sia formata durante il caotico periodo dei disordini civili albanesi del 1997 e sia diventata una delle organizzazioni criminali più potenti e resistenti del paese. La banda Lazarat opera con un elevato livello di segretezza ed è nota per i suoi forti legami familiari, con molti dei suoi membri appartenenti alla famiglia Aliko. Nel corso degli anni, il gruppo ha mantenuto una presa pressoché impenetrabile sulla regione, rendendosi resistente agli sforzi delle forze dell'ordine per oltre 14 anni. Le attività criminali della banda non si limitano al traffico di droga; sono state collegate a molteplici omicidi, inclusi omicidi mirati e violenti scontri con le forze dell'ordine. Oltre alle loro attività criminali in patria, alcuni membri della banda Lazarat hanno esteso le loro operazioni a livello internazionale, con attività segnalate in paesi come Italia, Spagna, Belgio ed Ecuador. Le persistenti attività criminali della banda l'hanno resa uno dei gruppi criminali organizzati più pericolosi e influenti nei Balcani. Nonostante i tentativi delle forze dell'ordine di smantellarne le attività, la banda Lazarat rimane una sfida significativa per le autorità albanesi.[27][28][29]

## Diffusione nel mondo

### Italia
In Italia le organizzazioni criminali albanesi collaborano spesso con la camorra e la 'ndrangheta, con quest'ultima soprattutto per la gestione della prostituzione. In una recente retata delle forze dell'ordine è risultato che la 'ndrangheta avrebbe dato il permesso agli albanesi di gestire la prostituzione in cambio di droga e armi. Dal 2012 coopera anche con Cosa Nostra, in particolare nella zona di Catania, vendendo ad essa cannabis. Già nel 2001 erano risultati contatti tra il clan Cappello di Catania e gli albanesi per affari di droga.
(Rapporto annuale della DIA, 2018)
Le organizzazioni criminali albanesi con la 'ndrangheta hanno rapporti basati sulla gestione della prostituzione e sul traffico di armi da come si evince dall'ANSA del 13 dicembre 2005 e dall'operazione Harem.
Con il beneplacito della mafia calabrese gli albanesi potevano agire in varie regioni d'Italia portando prostitute albanesi, moldave, ucraine e romene in cambio di droga e armi. Sono state arrestate nell'operazione 80 persone di cui la metà albanesi, le altre italiane legate alle 'ndrine dei paesi di Corigliano Calabro e di Cassano all'Ionio.
In Lombardia commerciano anche in droga, durante l'operazione Crimine 3 sono stati scoperti in alleanza con il Locale di Erba, capeggiato da Pasquale Varca, e legato ai Nicoscia-Arena in un traffico di cocaina con i colombiani e dove i Pesce-Oppedisano che dovevano recuperarla al porto di Gioia Tauro se ne impossessarono mettendo nei guai il locale con gli stessi albanesi (i cui capi risiedono in Nord Europa) e i colombiani da cui era stata comprata.
Il 9 luglio 2015 si conclude l'operazione Overting, incominciata nel 2005 ha portato all'arresto di 44 persone tra cui persone legate ai Mancuso, in collaborazione con un gruppo criminale albanese di Fiano Romano per traffico internazionale di cocaina. La droga proveniva dal Cile, Venezuela e Colombia e grazie anche al broker 'ndranghetista Domenico Trimboli pentito dal 19 marzo 2015. L'incontro con i narcos per l'accordo sullo scambio avveniva invece in Spagna. In Calabria, a Spilinga c'era la raffineria per recuperare la cocaina liquida impregnata in partite di vestiti o allo stato solido in piastrelle per pavimenti. Gli albanesi almeno una volta hanno tenuto in ostaggio un vibonese come garanzia del traffico.
Nel febbraio 2015 la Polizia di Stato, su delega della Procura di Catania, ha portato a termine l'operazione Spartivento nei confronti di sedici persone accusate di associazione per delinquere finalizzata al traffico internazionale di sostanze stupefacenti: secondo l'accusa, tre gruppi criminali, concorrenti tra loro e tutti collegati alla storica "famiglia" Santapaola-Ercolano di Cosa Nostra, avrebbero gestito il traffico di tonnellate di marijuana e hashish fatti arrivare dall'Albania su pescherecci siciliani o su natanti messi a disposizione dagli stessi albanesi per rifornire le piazze di spaccio di Librino, San Cristoforo e Picanello.
Sempre nel 2015, l'operazione Jonica Way, conclusa dalla Polizia di Stato, ha dimostrato che esponenti del clan Cappello di Catania avevano preso contatti con un cittadino albanese per l'acquisto di partite di marijuana e hashish.
A ottobre 2017 si conclude l'operazione Rosa dei Venti coordinata dalla Procura di Catania che porta all'arresto di 11 persone accusate di traffico internazionale di droga e di armi in essere tra una organizzazione albanese e clan catanesi per rifornire le piazze di spaccio di Catania, Ragusa e Siracusa. Un sodalizio cominciato almeno dal 2013. L'inchiesta italiana ha portato l'opposizione ad accusare il Governo di Edi Rama di corruzione e di collusione con i narcotrafficanti, proteste che si sono concluse con le dimissioni dei ministri Saimir Tahiri e Fatmir Xhafaj, imparentati con esponenti dei clan coinvolti nell'indagine.
Il 30 novembre 2018 si conclude l'operazione Evelin nata nel 2016 da colpi di arma da fuoco contro il bar Evelin di San Salvo che porta all'arresto di 20 persone correlate alla criminalità albanese accusate a vario titolo di traffico di stupefacenti, detenzione illegale di armi, al sequestro di 12 chili di droga che operavano nell'area di Vasto in Abruzzo.
Dal 2018 come afferma Nicola Gratteri le organizzazioni criminali albanesi hanno fatto l'ingresso nel traffico internazionale di droga all'ingrosso a livello europeo e sono entrate in contatto con i narcotrafficanti sudamericani e agiscono in sinergia con le 'ndrine. Anche Antonio Nicaso afferma che molto probabilmente potrebbero diventare in Italia il braccio armato delle cosche italiane.
il 15 settembre 2020 la Polizia di Stato in un'indagine coordinata dalla Procura di Firenze ha eseguito 31 ordinanze di custodia cautelare a carico di altrettanti cittadini albanesi. Gli arrestati sono accusati a vario titolo di associazione a delinquere finalizzata al traffico internazionale di stupefacenti, detenzione e spaccio di droga. Gli arresti hanno riguardato le città italiane di Firenze, Genova, Modena, Pisa e Lucca, oltre a una serie di paesi esteri tra cui Albania, Belgio, Emirati Arabi Uniti, Germania, Grecia, Paesi Bassi, Romania, Ungheria e Ecuador. Uno dei capi dell'organizzazione è stato arrestato a Dubai, dove aveva 5 appartamenti e varie macchina di lusso, tra cui Rolls Royce e Lamborghini. L'inchiesta nazionale antidroga coordinata dalla procura fiorentina nasce da una rissa avvenuta nel 2015 a Firenze in piazza delle Medaglie d’oro tra albanesi noti per sfruttamento della prostituzione. È stato sgominato un gruppo criminale in grado di importare in Europa tonnellate di cocaina proveniente dal Sudamerica, usando le rotte navali commerciali aventi come porti di arrivo Anversa, Rotterdam e Brema. Durante le indagini sono stati inoltre sequestrati oltre 5,5 milioni di euro e quasi 4 tonnellate di cocaina. "A volte siamo portati a pensare che le organizzazioni criminali albanesi siano di secondo piano. L'operazione 'Los Blancos' dimostra invece che i criminali albanesi hanno grandi capacità, arrivando a trattare direttamente con i 'cartelli' di narcotrafficanti latinoamericani, intrattenendo con essi rapporti stabili", ha detto - a proposito dell'operazione - il procuratore nazionale antimafia, Federico Cafiero De Raho. "Le indagini, inoltre, hanno permesso di accertare l'esistenza di una loro sovrastruttura criminale. È un'operazione internazionale importantissima che ha portato all'evidenza il ruolo dei narcotrafficanti albanesi e ha dimostrato quanto forte sia la capacità delle organizzazioni criminali albanesi, che hanno instaurato stabili rapporti con i narcotrafficanti sudamericani".
Il 24 maggio 2021 la Guardia di Finanza di Catania portò a termine l'operazione Cocorito, che portò all'arresto di 13 persone, indagate per il reato di associazione per delinquere finalizzata al traffico e allo spaccio di sostanze stupefacenti, e al sequestro di 365 kg di sostanze tra marijuana e cocaina destinate al mercato catanese: si trattava di un cartello della droga operante a Catania, costituito da due consorterie criminali composte da soggetti catanesi, colombiani e albanesi che si rifornivano di stupefacente direttamente in Colombia e in Albania.
Il 18 gennaio 2022 i Carabinieri del comando provinciale di Roma hanno eseguito 27 ordinanze di custodia cautelare, emesse dal gip su richiesta della Dda, di soggetti gravemente indiziati, a vario titolo, di associazione finalizzata al traffico di sostanze stupefacenti aggravata dal metodo mafioso, cessione e detenzione ai fini di spaccio, estorsione, danneggiamento a seguito di incendio, detenzione e porto in luogo pubblico di armi da fuoco. Le indagini sono cominciate nel 2017 in seguito all'omicidio di Cristian Di Lauro, che ha fatto finire nel mirino degli inquirenti il boss albanese Ermal Arapaj, rivale di Demce. Arapaj operava soprattutto nella zona dei Castelli romani tra estorsioni e traffico di droga, ma sconfinava anche in altre aree della capitale e sul litorale pontino. L'altra organizzazione criminale scoperta invece dagli inquirenti è quella che fa capo a Elvis Demce. In seguito alla perquisizione della sua casa al Prenestino, sono state trovate prove di un'alleanza con l'organizzazione guidata da Fabrizio Piscitelli, detto Diabolik, ucciso in un agguato al parco degli Acquedotti il 7 agosto 2019.
Il 15 febbraio 2022 la DIA ha partecipato ad una vasta operazione congiunta di polizia che ha coinvolto le autorità di Polizia e Giudiziarie di sette Paesi e che ha consentito di disarticolare un’organizzazione di tipo mafioso albanese operante nel traffico internazionale di sostanze stupefacenti e riciclaggio. Complessivamente sono state eseguite 80 perquisizioni, 45 arresti, sequestrata droga, armi e beni per un valore di circa 2 milioni di euro. L’organizzazione criminale, come spiegato dagli investigatori, importava e gestiva il traffico all’ingrosso di cocaina proveniente dall’America Latina per mezzo di trasporti marittimi ed aerei destinati in Europa. Spagna ed altri paesi dell’Ue venivano poi utilizzati per complesse operazioni di riciclaggio dei proventi del narcotraffico per un valore stimato di svariati milioni di euro. II pericoloso gruppo criminale di tipo mafioso aveva costituito una serie di società a Maiorca, in Germania e Croazia per riciclare gli ingenti profitti illeciti, utilizzando prestanomi, dispositivi per comunicazioni criptate ed effettuando regolari viaggi per Dubai, Messico e la Colombia. Questa operazione congiunta è stata il risultato di una complessa indagine internazionale che ha coinvolto la Dia e le forze di polizia di Belgio, Spagna, Germania, Paesi Bassi, Croazia e Regno Unito, di concerto con il Servizio per la Cooperazione Internazionale di Polizia ed ha visto impiegati oltre 600 agenti di polizia, compresi i reparti speciali, con il coordinamento di Eurojust ed Europol.

### Belgio
La mafia albanese ha radici profonde in Belgio ed è stata oggetto di un programma speciale sul canale belga RTBF Channel One. I giornalisti hanno cercato di indagare sulle radici della criminalità organizzata albanese, ma hanno lamentato la difficoltà di penetrare la struttura e l'organizzazione dei gruppi criminali albanesi, pur concordando sul fatto che la mafia albanese agisca sul modello di quella italiana, la cui criminalità è parte delle "attività di intere famiglie" e che ha una gerarchia chiaramente definita.
Nel 1989, l'ex Primo Ministro belga Paul Vanden Boeynants fu rapito in un complotto organizzato da Basri Bajrami. Bajrami fu riconosciuto dalle autorità come membro della mafia albanese all'epoca.
Secondo fonti belghe, i gruppi criminali albanesi a Bruxelles detengono il monopolio su attività come il traffico di stupefacenti e armi. Ad Anversa, i gruppi criminali kosovari-albanesi sono affiliati agli Hells Angels e rivaleggiano con i gruppi mafiosi russi e ucraini per il controllo del mercato della prostituzione e del racket.
Safet Bajri, noto anche come "Safet Rustemi", è considerato dalle autorità belghe un criminale di primo piano, coinvolto nel traffico di droga e attivo tra il Paese e l'Albania.

### Canada
La mafia albanese è saldamente radicata in città canadesi, come Toronto, Montreal e Vancouver. Gli albanesi sono coinvolti in diverse attività illegali, come le frodi immobiliari e sanitarie. Inoltre, sono coinvolti in attività transfrontaliere tra Stati Uniti e Canada, tra cui il traffico di droga e il riciclaggio di denaro.
Un rapporto del Canadian Security Intelligence Service ha rilevato che, sebbene la criminalità organizzata in Canada si sia spostata verso strutture più multietniche e meno strutturate, il termine "mafia" viene utilizzato solo per identificare le "tre grandi", che presentano strutture gerarchiche omogenee dal punto di vista etnico, razziale e culturale: la mafia italiana, albanese e russa.

### Ecuador
La mafia albanese ha fatto sentire la sua presenza in Ecuador, principalmente attraverso il suo coinvolgimento nell'industria del narcotraffico nazionale. La posizione strategica dell'Ecuador, incastonata tra Colombia e Perù, due dei maggiori produttori di cocaina al mondo, lo rende un importante punto di transito per le spedizioni di droga verso i mercati internazionali, in particolare l'Europa. I gruppi criminali albanesi, con le loro reti consolidate nel traffico di droga, hanno svolto un ruolo significativo nel facilitare il trasporto di cocaina dall'Ecuador all'Europa, dove l'organizzazione ha una solida posizione.
Uno dei modi in cui i gruppi criminali albanesi operano in Ecuador è attraverso partnership con gruppi criminali locali, spesso cartelli colombiani e messicani, ma anche con bande locali, per garantire il regolare transito delle spedizioni di droga attraverso il paese. Il loro coinvolgimento nel traffico di droga è caratterizzato dalla creazione di reti che controllano le rotte di distribuzione, nonché da operazioni logistiche che contribuiscono al trasporto della droga dai porti e dagli aeroporti dell'Ecuador all'Europa.
Oltre al traffico di droga, i gruppi criminali albanesi sono stati collegati ad attività di riciclaggio di denaro in Ecuador. Spesso investono in attività legittime, come il settore immobiliare e alberghiero, per ripulire i proventi del loro commercio illecito. Questo li aiuta a integrarsi nell'economia locale, continuando al contempo a finanziare ed espandere le loro attività criminali. Sebbene i gangster albanesi operino con discrezione, la loro influenza non è passata inosservata. Inoltre, i clan albanesi sono noti per l'uso della corruzione come mezzo per proteggere le proprie attività nel Paese. Possono cercare di corrompere le forze dell'ordine locali, i funzionari governativi o altre autorità per proteggere le proprie attività da indagini o interferenze, garantendo così la continuità delle loro attività. Nel complesso, l'influenza dei clan criminali albanesi in Ecuador è principalmente legata al traffico di droga, dove agiscono come mediatori tra la produzione locale e la distribuzione internazionale. Le loro attività contribuiscono alle sfide più ampie che il Paese deve affrontare, tra cui corruzione, violenza e la crescita delle reti della criminalità organizzata.
Tra i più importanti criminali albanesi che operano in Ecuador figurano: Remzi Azemi, Ilir Hidri (ucciso nel 2017), Adriatik Tresa (ucciso nel 2020), Gentjan Meta, Artur Rrapaj e Dritan Gjika (arrestato ad Abu Dhabi nel 2025). Il boss albanese Dritan Rexhepi, leader dell'organizzazione criminale Kompania Bello, è stato arrestato in Ecuador nel 2014 per traffico internazionale di droga ma ha continuato a gestire la sua organizzazione dal carcere di Guayaquil grazie a chat criptate. Evaso nel 2021, fu nuovamente arrestato nel 2023 ad Istanbul, in Turchia.
Numerosi analisti e media hanno citato la crescente presenza della mafia albanese come un fattore significativo che ha contribuito al conflitto interno in Ecuador del 2024.
Secondo un'inchiesta della BBC del 2025, la mafia albanese si è affermata come una delle reti di narcotraffico più potenti d'Europa, espandendo le sue operazioni in Ecuador, un paese di transito chiave per la cocaina proveniente da Colombia e Perù. I gruppi albanesi collaborano a stretto contatto con bande locali come i Latin Kings, ricorrendo a corruzione, minacce e violenza per controllare la catena di approvvigionamento. Agenti di polizia corrotti, lavoratori portuali e personale dei trasporti sono spesso coinvolti, consapevolmente o sotto costrizione. I membri delle bande ecuadoriane, reclutati da un funzionario corrotto, gestiscono la logistica nei porti e vengono pagati migliaia di dollari per spedizione, sebbene un rifiuto possa significare la morte. La domanda europea continua ad alimentare la crisi, mentre false società di esportazione fungono da copertura per le operazioni di contrabbando. L'impennata del traffico di droga ha portato a sequestri record e a violenze senza precedenti, con gennaio 2025 che ha segnato il mese più mortale in Ecuador da anni. Tuttavia, secondo l’inchiesta, la debole governance, le difficoltà economiche dopo la pandemia di COVID-19 e le politiche migratorie precedentemente permissive hanno permesso alla mafia albanese di infiltrarsi profondamente nel paese, trasformando l’Ecuador in un nodo critico nel traffico globale di cocaina.

### Francia
La mafia albanese in Francia è descritta come detentrice del monopolio su numerose transazioni criminali, tra cui il traffico di armi e di droga. La mafia albanese ha una solida posizione in Francia, il che rappresenta una strategia chiave, poiché altre transazioni primarie sono gestite nei paesi limitrofi da diverse famiglie e clan criminali. I media francesi hanno affermato che "in molte città della Francia esiste una rete di mafia albanese coinvolta nel traffico di stupefacenti e nella prostituzione. Si tratta di una rete altamente organizzata ed è molto difficile individuarne le radici e penetrarla".

### Germania
La mafia albanese è coinvolta nel contrabbando di eroina e cocaina in Germania in collaborazione con gruppi mafiosi italiani, armeni e ceceni. I fratelli Osmani sono, secondo il servizio di intelligence federale tedesco (Bundesnachrichtendienst), le "figure più importanti della criminalità organizzata di Amburgo e di altre città della Germania".

### Grecia
Un rapporto del 2013 dei servizi di sicurezza e della polizia greca sulla criminalità organizzata albanese in Grecia ha concluso che i gruppi criminali albanesi controllano circa il 50% del traffico di esseri umani, l'80% della distribuzione al dettaglio di eroina e il 90% dell'importazione illegale di armi leggere in Grecia, e che circa il 50% delle rapine a mano armata in abitazioni e aziende nel Paese è stato commesso da albanesi. L'analisi ha anche evidenziato i legami tra nazionalismo albanese e criminalità organizzata.

### Honduras
Secondo i rapporti di WikiLeaks, i gruppi criminali albanesi sono legati a diversi politici sudamericani e hanno iniziato a trasferire i loro beni nascosti in diverse banche. Il rapporto di WikiLeaks prosegue affermando che i gruppi criminali albanesi stanno predando pesantemente in America centrale, dove tutte le strade portano alla cocaina colombiana. I gruppi criminali albanesi riciclano denaro attraverso le banche in Honduras e investono ingenti somme in progetti edilizi per aumentare ulteriormente la loro influenza in Sud America.

### Paesi Bassi
Secondo la polizia olandese, gruppi criminali albanesi gestiscono l'importazione di cocaina dal Sud America, il trasbordo attraverso il porto di Rotterdam e l'ulteriore distribuzione in altri paesi europei da Amsterdam. Oltre al traffico di cocaina, la mafia albanese nei Paesi Bassi è coinvolta anche nella tratta di esseri umani e nella frode patrimoniale.
Nel giugno 2019, il governo dei Paesi Bassi ha richiesto la sospensione dell'esenzione dal visto per gli albanesi, sostenendo che la mafia albanese sarebbe libera di circolare in tutta Europa grazie al regime di esenzione dal visto dell'Unione Europea.

### Regno Unito
Negli ultimi anni nel Regno Unito le bande criminali albanesi autodefinitesi Hellbanianz hanno raggiunto un certo rilievo nell'ambito del traffico e dello spaccio di droga grazie a un prodotto di maggior qualità e basso costo e comprandolo direttamente in Sud America senza intermediari che ha finito per avvantaggiarli. I loro rivali alla fine hanno scelto di comprare il prodotto direttamente da loro piuttosto che fargli guerra. Sono presenti in tutte le principali città del Regno Unito eccetto a Liverpool dove le bande locali non sono scese a compromessi.
Sembrerebbe, quindi, che abbiamo cominciato a stringere rapporti con elementi delle 'ndrine che hanno contatti nel porto di Anversa in Belgio e di Rotterdam nei Paesi Bassi a loro volta facenti capo alle famiglie della Locride e a dispetto di altre organizzazioni criminali straniere con cui gli 'ndranghetisti siglano accordi, fra di essi sembra si sia creata una alleanza più stretta e si considerano alla pari l'uno con l'altro.
L'alleanza sarebbe stata cercata fortemente dagli albanesi, proprio per poter mantenere il loro prodotto a un basso costo e poter accedere ai porti già controllati dalla 'ndrangheta.
A riprova di ciò l'operazione Pollino del 2018 e l'arresto a Londra nel 2017 di un trafficante albanese con documento d'identità italiano falso.
Alcune fonti inoltre riferirebbero che la gestione in ingresso dello stupefacente nei porti dell'Europa Centrale sarebbe stato dato in gestione dalla 'ndrangheta agli stessi albanesi in quanto molto bravi in questa attività come riferisce la ricercatrice Anna Sergi.

### Spagna
Secondo le autorità spagnole, la mafia albanese è composta da potenti fazioni organizzate. In un rapporto delle autorità spagnole, le fazioni si sono infiltrate in banche e zone industriali. Sono molto attive a Madrid e sulla Costa del Sol.
Fejzulla Haredin, magnate della droga e capo di un'organizzazione criminale kosovaro-albanese, era nella lista dei criminali "più ricercati d'Europa" fino al suo arresto a Madrid nel 2024.

### Stati Uniti d'America
Negli Stati Uniti, il termine "mafia albanese" può includere o riferirsi specificamente a vari gruppi criminali organizzati albanesi-americani, come l'organizzazione Rudaj e gli Albanian Boys, entrambi con sede nel Bronx, a New York. I criminali albanesi iniziarono ad essere attivi nel paese a metà degli anni '80, partecipando principalmente a reati di bassa entità, come furti con scasso e rapine. In seguito, la maggior parte di queste bande albanesi si sarebbe affiliata a Cosa Nostra statunitense, in particolare alla famiglia Gambino, prima di diventare abbastanza forte da gestire le proprie organizzazioni. Nel 2001, i membri dell'organizzazione albanese Rudaj attaccarono i membri greci della famiglia Velentzas affiliata ai Lucchese, una delle cinque famiglie italo-americane di New York. La breve rissa verteva sul controllo del racket del gioco d'azzardo ad Astoria, nel Queens.
Si ritiene che le bande albanesi negli Stati Uniti abbiano accresciuto notevolmente il loro potere dominante e siano una delle organizzazioni criminali più violente in attività, in particolare grazie ai loro forti legami con l'Unione Europea.
Durante le indagini condotte dagli esperti dell'FBI nella città di New York e nelle aree circostanti contro la mafia albanese, è stato notato che la mafia albanese era troppo diffusa e troppo segreta per essere penetrata. Inoltre, nonostante siano state effettuate numerose operazioni da parte dell’FBI per distruggere la criminalità organizzata, come le fazioni italiana e russa, la mafia albanese continua ad essere diffusa a New York in un numero relativamente elevato.

### Svezia
Il boss albanese Naser Xhelili è stato definito dalle autorità svedesi "Albanian Connection" in Svezia. Le attività del clan Xhelili includono il traffico di droga e armi in Svezia e nei dintorni.

## Nei media

### Cinema
- Io vi troverò (2008)
- Taken - La vendetta (2012)
- Trafficanti (2016)

### Televisione
- Law & Order: Organized Crime - seconda stagione (2021-2022), serie Tv
- Gangs of London (2020), serie Tv